# Keniaans cricketelftal (mannen)
Het Keniaas cricketelftal is het nationale cricketteam dat Kenia vertegenwoordigt. Tot 1981 was Kenia vertegenwoordigd in het Oost-Afrikaans cricketelftal.

## Successen
Het beste resultaat ooit was de verrassende halvefinaleplaats op het wereldkampioenschap van 2003. Anno 2020 is dit de enige keer dat een niet-testnatie dit presteerde. 
Op het wereldkampioenschap Twenty20 kwam het anno 2020 alleen uit tijdens de eerde editie in 2007.
Op de ICC Trophy is de beste prestatie een tweede plaats, die zowel in 1994 als 1997 werd behaald. Aan dit toernooi mochten tot 2014 alle landen, behalve de testnaties, meedoen. Vanaf 2018 doen ook een aantal testlanden mee die zich niet direct plaatsten voor het wk, waardoor het deelnemersveld een stuk sterker is geworden. 
Aan de ICC Intercontinental Cup, een voormalig toernooi bestaande uit first-class-wedstrijden waar alleen de grote testnaties niet aan mee mogen doen, deed Kenia altijd behalve bij de laatste editie mee. Het beste resultaat was een tweede plaats in 2005. 

## Resultaten op internationale toernooien

### Wereldkampioenschap
| 1975 · Eerste ronde, als deel van Oost-Afrika 1979 · Niet gekwalificeerd, als deel van Oost-Afrika 1983 · Niet gekwalificeerd 1987 · Niet gekwalificeerd | 1992 · Niet gekwalificeerd 1996 · Eerste ronde 1999 · Eerste ronde 2003 · Halve finale | 2007 · Eerste ronde 2011 · Eerste ronde 2015 · Niet gekwalificeerd 2019 · Niet gekwalificeerd |

### Wereldkampioenschap Twenty20
| 2007 · Eerste ronde 2009 · Niet gekwalificeerd | 2010 · Niet gekwalificeerd 2012 · Niet gekwalificeerd | 2014 · Niet gekwalificeerd 2016 · Niet gekwalificeerd |

### Overige belangrijke toernooien
| ICC Champions Trophy | ICC World Cup Qualifier (ICC Trophy) | ICC Intercontinental Cup | Gemenebestspelen     |
| --- | --- | --- | -------------------- |
| - 1998: Niet deelgenomen - 2000: Eerste ronde - 2002: Eerste ronde - 2004: Eerste ronde - 2006: Niet deelgenomen - 2009: Niet deelgenomen - 2013: Niet deelgenomen - 2017: Niet deelgenomen | - 1979: Eerste ronde, als deel van Oost-Afrika - 1982: Eerste ronde - 1986: Eerste ronde - 1990: Halve finale - 1994: Tweede - 1997: Tweede - 2001: Direct voor WK gekwalificeerd - 2005: Direct voor WK gekwalificeerd - 2009: Vierde - 2014: Vijfde - 2018: Niet gekwalificeerd | - 2004: Halve finale - 2005: Tweede - 2006-07: Eerste ronde - 2007-08: Derde - 2009-10: Vijfde - 2011-13: Zevende - 2015-17: Niet gekwalificeerd | - 1998: Eerste ronde |